# Lento violento (singolo)
Lento violento è un singolo del gruppo musicale italiano Canova pubblicato il 22 novembre 2019.